# تربر جعفری
تربر جعفری، روستایی در دهستان تربر بخش داریان شهرستان شیراز در استان فارس ایران است. این روستا، مرکز دهستان تربر است.

## جمعیت
بر پایه سرشماری عمومی نفوس و مسکن در سال ۱۳۹۵، جمعیت این روستا برابر با ۱٬۷۹۵ نفر (۵۵۹ خانوار) بوده است.